# Ève Wembanyama
Ève Yéma Wembanyama, née le 10 décembre 2001 à Meudon dans les Hauts-de-Seine, est une joueuse française de basket-ball évoluant au poste d'ailière,.
Elle est la sœur des joueurs de basket-ball Victor Wembanyama et Oscar Wembanyama. En juillet 2023, elle intègre l'équipe de France de basket-ball 3×3,.
En janvier 2024, elle est convoquée en équipe de France de basket-ball 3x3 pour participer aux Jeux olympiques d'été de 2024 à Paris. 
Elle s'engage avec le club de l'USO Mondeville pour la saison 2024-2025 de Ligue 2.

## Palmarès et distinctions individuelles

### En équipe de France
- Médaille d'or du championnat d'Europe des moins de 16 ans en 2017[8].
- Médaille d'argent U21 de la Nations League 3×3 2022[4].